# Élections municipales de 2008 en Guadeloupe
Les élections municipales de 2008 en Guadeloupe ont eu lieu les 9 et 16 mars.

## Maires sortants et maires élus
| Commune                     | Population | Maire sortant                | Parti | Parti    | Maire élu                    | Parti | Parti    |
| --------------------------- | ---------- | ---------------------------- | ----- | -------- | ---------------------------- | ----- | -------- |
| Anse-Bertrand               | 4 712      | Alfred Dona-Erie             |       | DVG-REG  | Alfred Dona-Erie             |       | DVG-REG  |
| Baie-Mahault                | 28 379     | Ary Chalus                   |       | DVD-GUSR | Ary Chalus                   |       | DVD-GUSR |
| Baillif                     | 5 836      | Marie-Lucile Breslau         |       | UMP-OG   | Marie-Lucile Breslau         |       | UMP-OG   |
| Basse-Terre                 | 12 451     | Guy Georges                  |       | UMP-OG   | Lucette Michaux-Chevry       |       | UMP-OG   |
| Bouillante                  | 7 536      | Robert Racon                 |       | UMP-OG   | Jean-Claude Malo             |       | DVG-REG  |
| Capesterre-Belle-Eau        | 19 520     | Joël Beaugendre              |       | UMP      | Joël Beaugendre              |       | UMP      |
| Capesterre-de-Marie-Galante | 3 455      | Marlène Bourgeois-Miraculeux |       | GUSR     | Marlène Bourgeois-Miraculeux |       | GUSR     |
| Deshaies                    | 4 322      | Jeanny Marc                  |       | GUSR     | Jeanny Marc                  |       | GUSR     |
| Gourbeyre                   | 8 088      | Luc Adémar                   |       | UMP-OG   | Luc Adémar                   |       | UMP-OG   |
| Goyave                      | 7 661      | Jean Emmanuel Laguerre       |       | UMP-OG   | Ferdy Louisy                 |       | FGPS     |
| Grand-Bourg                 | 5 674      | Patrice Tirolien             |       | FGPS     | Patrice Tirolien             |       | FGPS     |
| La Désirade                 | 1 591      | René Noël                    |       | DVG      | René Noël                    |       | DVG      |
| Lamentin                    | 15 785     | Reinette Juliard             |       | UMP-OG   | José Toribio                 |       | PSG      |
| Le Gosier                   | 27 193     | Jean-Pierre Dupont           |       | GUSR     | Jean-Pierre Dupont           |       | GUSR     |
| Le Moule                    | 21 318     | Gabrielle Louis-Carabin      |       | UMP      | Gabrielle Louis-Carabin      |       | UMP      |
| Les Abymes                  | 59 404     | Daniel Marsin                |       | LGM      | Éric Jalton                  |       | app FGPS |
| Morne-à-l'Eau               | 16 875     | Jean-Claude Lombion          |       | PCG      | Jean-Claude Lombion          |       | PCG      |
| Petit-Bourg                 | 21 283     | Ary Broussillon              |       | MG       | Guy Losbar                   |       | GUSR     |
| Petit-Canal                 | 8 243      | Florent Mitel                |       | PCG      | Florent Mitel                |       | PCG      |
| Pointe-à-Pitre              | 17 408     | Henri Bangou                 |       | PPDG     | Jacques Bangou               |       | PPDG     |
| Pointe-Noire                | 7 115      | Félix Desplan                |       | FGPS     | Félix Desplan                |       | FGPS     |
| Port-Louis                  | 5 466      | Jean Barfleur                |       | DVG-REG  | Jean Barfleur                |       | DVG-REG  |
| Saint-Claude                | 10 548     | Élie Califer                 |       | FGPS     | Élie Califer                 |       | FGPS     |
| Saint-François              | 13 886     | Ernest Moutoussamy           |       | PPDG     | Laurent Bernier              |       | UMP      |
| Saint-Louis                 | 2 810      | Jacques Cornano              |       | app FGPS | Jacques Cornano              |       | app FGPS |
| Sainte-Anne                 | 23 095     | Blaise Aldo                  |       | UMP      | Blaise Aldo                  |       | UMP      |
| Sainte-Rose                 | 19 738     | Richard Yacou                |       | UMP-OG   | Richard Yacou                |       | UMP-OG   |
| Terre-de-Bas                | 1 000      | Fred Beaujour                |       | DVG      | Fred Beaujour                |       | DVG      |
| Terre-de-Haut               | 1 854      | Louis Molinié                |       | UMP-OG   | Louis Molinié                |       | UMP-OG   |
| Trois-Rivières              | 8 884      | Albert Dorville              |       | UMP-OG   | Hélène Vainqueur-Christophe  |       | FGPS     |
| Vieux-Fort                  | 1 770      | Nérée Bourgeois              |       | FGPS     | Nérée Bourgeois              |       | FGPS     |
| Vieux-Habitants             | 7 684      | Georges Clairy               |       | FGPS     | Georges Clairy               |       | FGPS     |

### Résultats en nombre de maires
| Partis       | Partis                                                | Maires sortants | Maires élus | Évolution     |
| ------------ | ----------------------------------------------------- | --------------- | ----------- | ------------- |
|              | Fédération guadeloupéenne du Parti socialiste         | 6               | 9           | 3             |
|              | Guadeloupe unie, solidaire et responsable             | 4               | 5           | 1             |
|              | Parti communiste guadeloupéen                         | 2               | 2           | en stagnation |
|              | Parti progressiste démocratique guadeloupéen          | 2               | 1           | 1             |
|              | Mouvman Gwadloupéyen                                  | 1               | 0           | 1             |
|              | Divers gauche                                         | 4               | 5           | 1             |
|              | Parti socialiste guadeloupéen                         | 0               | 1           | 1             |
| Total gauche | Total gauche                                          | 19              | 23          | 4             |
|              | Union pour un mouvement populaire-Objectif Guadeloupe | 12              | 9           | 3             |
|              | La Gauche moderne                                     | 1               | 0           | 1             |
| Total droite | Total droite                                          | 13              | 9           | 4             |
| Total        | Total                                                 | 32              | 32          | -             |

## Résultats

### Basse-Terre
| Candidats | Candidats                | Étiquette | Premier tour | Premier tour | Ballotage | Ballotage | Sièges |
| Candidats | Candidats                | Étiquette | Voix         | %            | Voix      | %         | CM     |
| --------- | ------------------------ | --------- | ------------ | ------------ | --------- | --------- | ------ |
|           | Lucette Michaux-Chevry * | UMP       | 2 275        | 41,16        | 2 853     | 50,06     | 25     |
|           | Guy Georges              | diss UMP  | 1 168        | 21,13        | 2 164     | 37,97     | 6      |
|           | Roland Ezelin            | ex UPLG   | 712          | 12,88        | 682       | 11,97     | 2      |
|           | Joël Lobeau              | FGPS-PPDG | 676          | 12,23        |           |           |        |
|           | Brigitte Rodes           | DVD       | 303          | 5,48         |           |           |        |
|           | Robert Procida           | DVD       | 233          | 4,22         |           |           |        |
|           | Robert Valérius          | DVD       | 160          | 2,89         |           |           |        |
|           |                          |           |              |              |           |           |        |
| Inscrits  | Inscrits                 | Inscrits  | 9 078        | 100,00       | 9 078     | 100,00    | 33     |
| Votants   | Votants                  | Votants   | 5 900        | 64,99        | 6 026     | 66,38     |        |
| Exprimés  | Exprimés                 | Exprimés  | 5 527        | 93,68        | 5 699     | 94,57     |        |

*sortant

### Pointe-à-Pitre
| Candidats | Candidats               | Étiquette | Premier tour | Premier tour | Ballotage | Ballotage | Sièges |
| Candidats | Candidats               | Étiquette | Voix         | %            | Voix      | %         | CM     |
| --------- | ----------------------- | --------- | ------------ | ------------ | --------- | --------- | ------ |
|           | Jacques Bangou          | PPDG      | 2 772        | 34,34        | 3 539     | 38,85     | 25     |
|           | Georges Brédent         | GUSR      | 1 757        | 21,76        | 3 320     | 37,38     | 6      |
|           | Tony Jabbour            | ex UMP    | 1 273        | 15,77        | 3 320     | 37,38     | 6      |
|           | Marlène Miroite-Mélisse | FGPS      | 428          | 5,30         | 3 320     | 37,38     | 6      |
|           | Harry Durimel           | Les Verts | 1 475        | 18,27        | 2 022     | 22,77     | 4      |
|           | Félix Proto             | diss FGPS | 368          | 4,56         |           |           |        |
|           |                         |           |              |              |           |           |        |
| Inscrits  | Inscrits                | Inscrits  | 14 836       | 100,00       | 14 838    | 100,00    | 35     |
| Votants   | Votants                 | Votants   | 8 635        | 58,20        | 9 333     | 62,90     |        |
| Exprimés  | Exprimés                | Exprimés  | 8 073        | 93,49        | 8 881     | 95,16     |        |

*sortant

### Les Abymes
| Candidats | Candidats       | Étiquette | Premier tour | Premier tour | Ballotage | Ballotage | Sièges |
| Candidats | Candidats       | Étiquette | Voix         | %            | Voix      | %         | CM     |
| --------- | --------------- | --------- | ------------ | ------------ | --------- | --------- | ------ |
|           | Éric Jalton     | FRAPP     | 8 909        | 45,97        | 13 094    | 59,39     | 39     |
|           | Daniel Marsin * | LGM-UMP   | 8 549        | 44,11        | 8 954     | 40,61     | 10     |
|           | Alix Nabajoth   | FGPS      | 1 922        | 9,92         |           |           |        |
|           |                 |           |              |              |           |           |        |
| Inscrits  | Inscrits        | Inscrits  | 34 708       | 100,00       | 34 724    | 100,00    | 49     |
| Votants   | Votants         | Votants   | 29 961       | 60,39        | 23 597    | 67,96     |        |
| Exprimés  | Exprimés        | Exprimés  | 19 380       | 92,46        | 22 048    | 93,44     |        |

*sortant

### Baie-Mahault
|          | Ary Chalus *           | DVD       | 7 077  | 63,84  | 30 |  |  |
|          | Édouard Chammougon     | UMP       | 2 658  | 23,98  | 4  |  |  |
|          | Gina Opheltes-Théodore | FGPS      | 953    | 8,60   | 1  |  |  |
|          | Christian Bevis        | Les Verts | 227    | 2,05   |    |  |  |
|          | Max Céleste            | CO        | 171    | 1,54   |    |  |  |
|          |                        |           |        |        |    |  |  |
| Inscrits | Inscrits               | Inscrits  | 17 586 | 100,00 | 35 |  |  |
| Votants  | Votants                | Votants   | 11 625 | 66,10  |    |  |  |
| Exprimés | Exprimés               | Exprimés  | 11 086 | 95,36  |    |  |  |

*sortant

### Le Gosier
|          | Jean-Pierre Dupont (*) | GUSR     | 5 315  | 54,96  | 29 |  |  |
|          | Christian Thénard      | UMP      | 2 193  | 22,68  | 4  |  |  |
|          | Jean-Claude Christophe | diss UMP | 1 382  | 14,29  | 2  |  |  |
|          | Jocelyne Virolan       | DVD      | 410    | 4,24   |    |  |  |
|          | Julien André           | DVG      | 231    | 2,39   |    |  |  |
|          | Philippe Carvigan      | DVG      | 139    | 1,44   |    |  |  |
|          |                        |          |        |        |    |  |  |
| Inscrits | Inscrits               | Inscrits | 18 317 | 100,00 | 35 |  |  |
| Votants  | Votants                | Votants  | 10 317 | 56,32  |    |  |  |
| Exprimés | Exprimés               | Exprimés | 9 670  | 93,73  |    |  |  |

*sortant

### Sainte-Anne
| Candidats | Candidats          | Étiquette | Premier tour | Premier tour | Ballotage | Ballotage | Sièges |
| Candidats | Candidats          | Étiquette | Voix         | %            | Voix      | %         | CM     |
| --------- | ------------------ | --------- | ------------ | ------------ | --------- | --------- | ------ |
|           | Blaise Aldo *      | diss UMP  | 4 860        | 48,87        | 6 080     | 54,37     | 27     |
|           | Christian Baptiste | PPDG-FGPS | 4 014        | 40,37        | 5 103     | 45,63     | 8      |
|           | Marlène Captant    | UMP       | 874          | 8,79         |           |           |        |
|           | Freddy Grégo       | ex UPLG   | 196          | 1,97         |           |           |        |
|           |                    |           |              |              |           |           |        |
| Inscrits  | Inscrits           | Inscrits  | 17 541       | 100,00       | 17 215    | 100,00    | 35     |
| Votants   | Votants            | Votants   | 10 843       | 59,76        | 11 701    | 67,97     |        |
| Exprimés  | Exprimés           | Exprimés  | 9 944        | 94,86        | 11 183    | 95,57     |        |

*sortant

### Le Moule
|          | Gabrielle Louis-Carabin *  | UMP      | 7 003  | 77,54  | 32 |  |  |
|          | Germaine Guizonne-Lacréole | PPDG     | 1 282  | 14,19  | 2  |  |  |
|          | Christian Couchy           | FGPS     | 747    | 8,27   | 1  |  |  |
|          |                            |          |        |        |    |  |  |
| Inscrits | Inscrits                   | Inscrits | 16 280 | 100,00 | 35 |  |  |
| Votants  | Votants                    | Votants  | 9 523  | 58,50  |    |  |  |
| Exprimés | Exprimés                   | Exprimés | 9 032  | 94,84  |    |  |  |

*sortant

### Petit-Bourg
| Candidats | Candidats                | Étiquette | Premier tour | Premier tour | Ballotage | Ballotage | Sièges |
| Candidats | Candidats                | Étiquette | Voix         | %            | Voix      | %         | CM     |
| --------- | ------------------------ | --------- | ------------ | ------------ | --------- | --------- | ------ |
|           | Guy Losbar               | GUSR      | 2 845        | 36,98        | 4 680     | 53,89     | 27     |
|           | Ary Broussillon *        | MG        | 2 883        | 37,47        | 4 006     | 46,11     | 8      |
|           | Richard Nébor            | FGPS      | 597          | 7,76         |           |           |        |
|           | Fabrice Luce             | UMP       | 514          | 6,68         |           |           |        |
|           | Lucien Maroudé-Saminadin | Les Verts | 367          | 4,77         |           |           |        |
|           | Georges Louisor          | FGPS      | 263          | 3,42         |           |           |        |
|           | Alain Jean-Noël          | PSG       | 225          | 2,92         |           |           |        |
|           |                          |           |              |              |           |           |        |
| Inscrits  | Inscrits                 | Inscrits  | 14 541       | 100,00       | 14 548    | 100,00    | 35     |
| Votants   | Votants                  | Votants   | 8 220        | 56,53        | 9 190     | 63,17     |        |
| Exprimés  | Exprimés                 | Exprimés  | 7 694        | 93,60        | 8 685     | 94,50     |        |

*sortant

### Sainte-Rose
| Candidats | Candidats                | Étiquette     | Premier tour | Premier tour | Ballotage | Ballotage | Sièges |
| Candidats | Candidats                | Étiquette     | Voix         | %            | Voix      | %         | CM     |
| --------- | ------------------------ | ------------- | ------------ | ------------ | --------- | --------- | ------ |
|           | Richard Yacou *          | UMP           | 2 577        | 32,33        | 3 507     | 40,37     | 24     |
|           | Louis-Daniel Justine     | DVD           | 1 871        | 23,47        | 3 188     | 36,69     | 6      |
|           | Alain Lesueur            | DVG           | 1 085        | 13,61        | 1 442     | 16,60     | 2      |
|           | Adrien Baron             | diss FGPS     | 867          | 10,88        | 1 442     | 16,60     | 2      |
|           | Bernadette Taupe-Mévalet | FGPS          | 818          | 10,26        | 551       | 6,34      | 1      |
|           | Max Biabiany             | app Les Verts | 374          | 4,69         |           |           |        |
|           | Max Jean                 | GUSR          | 233          | 2,92         |           |           |        |
|           | Tex Élisé                | diss FGPS     | 146          | 1,83         |           |           |        |
|           |                          |               |              |              |           |           |        |
| Inscrits  | Inscrits                 | Inscrits      | 13 076       | 100,00       | 13 064    | 100,00    | 33     |
| Votants   | Votants                  | Votants       | 8 627        | 65,98        | 9 186     | 70,32     |        |
| Exprimés  | Exprimés                 | Exprimés      | 7 971        | 92,40        | 8 688     | 94,58     |        |

*sortant

### Capesterre-Belle-Eau
| Candidats | Candidats             | Étiquette | Premier tour | Premier tour | Ballotage | Ballotage | Sièges |
| Candidats | Candidats             | Étiquette | Voix         | %            | Voix      | %         | CM     |
| --------- | --------------------- | --------- | ------------ | ------------ | --------- | --------- | ------ |
|           | Joël Beaugendre *     | UMP       | 3 885        | 43,42        | 5 814     | 62,16     | 27     |
|           | Hughes Ramdini        | FGPS      | 1 692        | 18,91        | 3 494     | 37,35     | 6      |
|           | Alain Lacavé          | app PCG   | 1 313        | 14,67        | 46        | 0,49      | 0      |
|           | René Maurice-Péroumal | GUSR      | 1 492        | 16,67        | 46        | 0,49      | 0      |
|           | Alain Léon            | DVD       | 204          | 2,28         |           |           |        |
|           | Philippe Rolle        | UPLG      | 193          | 2,16         |           |           |        |
|           | Germain Paran         | DVD       | 1,69         | 1,89         |           |           |        |
|           |                       |           |              |              |           |           |        |
| Inscrits  | Inscrits              | Inscrits  | 14 372       | 100,00       | 14 371    | 100,00    | 33     |
| Votants   | Votants               | Votants   | 9 561        | 65,83        | 9 998     | 69,57     |        |
| Exprimés  | Exprimés              | Exprimés  | 8 948        | 94,58        | 9 354     | 93,56     |        |

*sortant

### Morne-à-l'Eau
| Candidats | Candidats             | Étiquette           | Premier tour | Premier tour | Ballotage | Ballotage | Sièges |
| Candidats | Candidats             | Étiquette           | Voix         | %            | Voix      | %         | CM     |
| --------- | --------------------- | ------------------- | ------------ | ------------ | --------- | --------- | ------ |
|           | Jean-Claude Lombion   | app PCG             | 3 072        | 40,38        | 4 513     | 54,66     | 26     |
|           | Jean Bardail          | GUSR                | 1 993        | 26,20        | 3 744     | 45,34     | 7      |
|           | Georges Hermin        | FGPS                | 1 896        | 24,92        |           |           |        |
|           | Michelle Makaia-Zénon | UMP                 | 501          | 6,59         |           |           |        |
|           | Occuli Italique       | diss FGPS-Les Verts | 193          | 2,16         |           |           |        |
|           |                       |                     |              |              |           |           |        |
| Inscrits  | Inscrits              | Inscrits            | 13 066       | 100,00       | 13 058    | 100,00    | 33     |
| Votants   | Votants               | Votants             | 8 034        | 61,54        | 8 636     | 66,14     |        |
| Exprimés  | Exprimés              | Exprimés            | 7 607        | 94,69        | 8 257     | 95,61     |        |

*sortant

### Lamentin
| Candidats | Candidats          | Étiquette | Premier tour | Premier tour | Ballotage | Ballotage | Sièges |
| Candidats | Candidats          | Étiquette | Voix         | %            | Voix      | %         | CM     |
| --------- | ------------------ | --------- | ------------ | ------------ | --------- | --------- | ------ |
|           | Reinette Juliard * | UMP       | 2 800        | 38,47        | 3 623     | 45,03     | 7      |
|           | José Toribio       | PSG       | 2 352        | 32,32        | 4 423     | 54,97     | 26     |
|           | Jocelyn Sapotille  | FGPS      | 1 485        | 20,40        | 4 423     | 54,97     | 26     |
|           | Luc Jean-Marie     | DVG       | 297          | 4,08         |           |           |        |
|           | Florent Treil      | DVG       | 276          | 3,79         |           |           |        |
|           | Benjamin Divialle  | DVG       | 53           | 0,73         |           |           |        |
|           | Nadège Férand      | DVG       | 15           | 0,21         |           |           |        |
|           |                    |           |              |              |           |           |        |
| Inscrits  | Inscrits           | Inscrits  | 11 098       | 100,00       | 11 098    | 100,00    | 33     |
| Votants   | Votants            | Votants   | 7 527        | 67,82        | 8 360     | 75,33     |        |
| Exprimés  | Exprimés           | Exprimés  | 7 278        | 96,69        | 8 046     | 96,24     |        |

*sortant

### Saint-François
| Candidats | Candidats            | Étiquette | Premier tour | Premier tour | Ballotage | Ballotage | Sièges |
| Candidats | Candidats            | Étiquette | Voix         | %            | Voix      | %         | CM     |
| --------- | -------------------- | --------- | ------------ | ------------ | --------- | --------- | ------ |
|           | Laurent Bernier      | UMP       | 3 097        | 47,28        | 4 164     | 55,80     | 26     |
|           | Ernest Moutoussamy * | PPDG      | 2 798        | 42,72        | 3 299     | 44,20     | 7      |
|           | Éric Rayapin         | FGPS      | 655          | 10,00        | 3 299     | 44,20     | 7      |
|           |                      |           |              |              |           |           |        |
| Inscrits  | Inscrits             | Inscrits  | 9 607        | 100,00       | 9 548     | 100,00    | 33     |
| Votants   | Votants              | Votants   | 6 897        | 71,79        | 7 672     | 80,35     |        |
| Exprimés  | Exprimés             | Exprimés  | 6 550        | 94,97        | 7 463     | 97,28     |        |

*sortant

### Saint-Claude
|          | Élie Califer * | app FGPS | 2 628 | 62,11  | 28 |  |  |
|          | Gérald Coralie | diss UMP | 795   | 18,79  | 3  |  |  |
|          | Simon Barlagne | UMP      | 646   | 15,27  | 2  |  |  |
|          | Marc Valcy     | FGPS     | 162   | 3,83   |    |  |  |
|          |                |          |       |        |    |  |  |
| Inscrits | Inscrits       | Inscrits | 3 168 | 100,00 | 33 |  |  |
| Votants  | Votants        | Votants  | 4 429 | 58,30  |    |  |  |
| Exprimés | Exprimés       | Exprimés | 4 231 | 95,53  |    |  |  |

*sortant

### Trois-Rivières
| Candidats | Candidats                   | Étiquette | Premier tour | Premier tour | Ballotage | Ballotage | Sièges |
| Candidats | Candidats                   | Étiquette | Voix         | %            | Voix      | %         | CM     |
| --------- | --------------------------- | --------- | ------------ | ------------ | --------- | --------- | ------ |
|           | Albert Dorville *           | UMP       | 1 784        | 42,41        | 2 485     | 49,88     | 7      |
|           | Hélène Vainqueur-Christophe | diss FGPS | 1 227        | 29,17        | 2 497     | 50,12     | 22     |
|           | Jacques Anselme             | FGPS      | 756          | 17,97        |           |           |        |
|           | René Billy                  | DVD       | 274          | 6,51         |           |           |        |
|           | Guy Assor                   | DVD       | 85           | 2,02         |           |           |        |
|           | Serge Doyon                 | DVG       | 85           | 2,02         |           |           |        |
|           |                             |           |              |              |           |           |        |
| Inscrits  | Inscrits                    | Inscrits  | 7 038        | 100,00       | 7 038     | 100,00    | 29     |
| Votants   | Votants                     | Votants   | 4 356        | 61,89        | 5 215     | 74,10     |        |
| Exprimés  | Exprimés                    | Exprimés  | 4 207        | 96,58        | 4 982     | 95,53     |        |

*sortant

### Petit-Canal
| Candidats | Candidats           | Étiquette | Premier tour | Premier tour | Ballotage | Ballotage | Sièges |
| Candidats | Candidats           | Étiquette | Voix         | %            | Voix      | %         | CM     |
| --------- | ------------------- | --------- | ------------ | ------------ | --------- | --------- | ------ |
|           | Florent Mitel *     | PCG       | 1 803        | 49,11        | 2 162     | 52,94     | 22     |
|           | Blaise Mornal       | app FGPS  | 878          | 23,92        | 1 922     | 47,06     | 7      |
|           | Léonce Gobardham    | UMP       | 533          | 14,52        |           |           |        |
|           | Rony Rambinaïssing  | DVD       | 267          | 7,27         |           |           |        |
|           | Hélin Jean-Philippe | DVG       | 190          | 5,18         |           |           |        |
|           |                     |           |              |              |           |           |        |
| Inscrits  | Inscrits            | Inscrits  | 5 647        | 100,00       | 5 639     | 100,00    | 29     |
| Votants   | Votants             | Votants   | 4 009        | 70,99        | 4 253     | 75,42     |        |
| Exprimés  | Exprimés            | Exprimés  | 3 671        | 91,57        | 4 084     | 96,03     |        |

*sortant

### Gourbeyre
|          | Luc Adémar * | app UMP   | 1 892 | 63,28  | 24 |  |  |
|          | Guy Suzin    | FGPS-GUSR | 1 098 | 36,72  | 5  |  |  |
|          |              |           |       |        |    |  |  |
| Inscrits | Inscrits     | Inscrits  | 5 337 | 100,00 | 29 |  |  |
| Votants  | Votants      | Votants   | 3 319 | 62,19  |    |  |  |
| Exprimés | Exprimés     | Exprimés  | 2 990 | 90,09  |    |  |  |

*sortant

### Vieux-Habitants
| Candidats | Candidats         | Étiquette | Premier tour | Premier tour | Ballotage | Ballotage | Sièges |
| Candidats | Candidats         | Étiquette | Voix         | %            | Voix      | %         | CM     |
| --------- | ----------------- | --------- | ------------ | ------------ | --------- | --------- | ------ |
|           | Georges Clairy *  | FGPS      | 2 253        | 48,20        | 2 797     | 50,70     | 22     |
|           | Aramis Arbau      | app UMP   | 2 242        | 47,97        | 2 720     | 49,30     | 7      |
|           | Éric Desfontaines | UPLG      | 179          | 3,83         |           |           |        |
|           |                   |           |              |              |           |           |        |
| Inscrits  | Inscrits          | Inscrits  | 6 700        | 100,00       | 6 700     | 100,00    | 29     |
| Votants   | Votants           | Votants   | 4 961        | 74,04        | 5 765     | 86,04     |        |
| Exprimés  | Exprimés          | Exprimés  | 4 674        | 94,21        | 5 517     | 95,70     |        |

*sortant

### Goyave
| Candidats | Candidats                    | Étiquette | Premier tour | Premier tour | Ballotage | Ballotage | Sièges |
| Candidats | Candidats                    | Étiquette | Voix         | %            | Voix      | %         | CM     |
| --------- | ---------------------------- | --------- | ------------ | ------------ | --------- | --------- | ------ |
|           | Ferdy Louisy                 | app FGPS  | 1 203        | 44,75        | 1 612     | 53,03     | 22     |
|           | Jean Laguerre *              | app UMP   | 1 123        | 41,87        | 1 428     | 46,97     | 7      |
|           | Rachelle Nagapin             | FGPS      | 181          | 6,73         |           |           |        |
|           | Manuella Lambourdière-Émeran | GUSR      | 119          | 4,43         |           |           |        |
|           | Henri Lother                 | DVD       | 62           | 2,31         |           |           |        |
|           |                              |           |              |              |           |           |        |
| Inscrits  | Inscrits                     | Inscrits  | 4 163        | 100,00       | 4 169     | 100,00    | 29     |
| Votants   | Votants                      | Votants   | 2 847        | 68,39        | 3 222     | 77,28     |        |
| Exprimés  | Exprimés                     | Exprimés  | 2 688        | 94,42        | 3 040     | 94,35     |        |

*sortant

### Bouillante
| Candidats | Candidats                   | Étiquette | Premier tour | Premier tour | Ballotage | Ballotage | Sièges |
| Candidats | Candidats                   | Étiquette | Voix         | %            | Voix      | %         | CM     |
| --------- | --------------------------- | --------- | ------------ | ------------ | --------- | --------- | ------ |
|           | Jean-Claude Malo            | DVG-UPLG  | 1 641        | 42,17        | 2 386     | 55,72     | 23     |
|           | Philippe Chaulet            | UMP       | 834          | 21,43        | 1 133     | 26,46     | 4      |
|           | Robert Racon *              | DVD       | 752          | 19,33        | 763       | 17,82     | 2      |
|           | Doris Checkmodine-Dib-Nabal | DVG       | 268          | 6,89         |           |           |        |
|           | Jean-Luc Tros               | DVD       | 243          | 6,25         |           |           |        |
|           | Patrick Calydon             | DVG       | 153          | 3,93         |           |           |        |
|           |                             |           |              |              |           |           |        |
| Inscrits  | Inscrits                    | Inscrits  | 6 300        | 100,00       | 6 303     | 100,00    | 29     |
| Votants   | Votants                     | Votants   | 4 261        | 67,63        | 4 514     | 71,62     |        |
| Exprimés  | Exprimés                    | Exprimés  | 3 891        | 91,32        | 4 282     | 94,86     |        |

*sortant

### Pointe-Noire
|          | Félix Desplan *      | FGPS     | 2 582 | 55,08  | 23 |  |  |
|          | Camille Élisabeth    | app UMP  | 1 798 | 38,35  | 6  |  |  |
|          | Juliette Carène-Abon | DVD      | 250   | 5,33   | 0  |  |  |
|          | Boniface David       | DVD      | 58    | 1,24   |    |  |  |
|          |                      |          |       |        |    |  |  |
| Inscrits | Inscrits             | Inscrits | 6 763 | 100,00 | 29 |  |  |
| Votants  | Votants              | Votants  | 4 867 | 71,97  |    |  |  |
| Exprimés | Exprimés             | Exprimés | 4 688 | 96,32  |    |  |  |

*sortant

### Baillif
|          | Marie-Lucile Breslau              | app UMP   | 1 636 | 53,19  | 23 |  |  |
|          | Marie-Yveline Ponchateau-Théobald | FGPS      | 967   | 31,44  | 5  |  |  |
|          | Edward Hatchi                     | diss FGPS | 225   | 7,31   | 1  |  |  |
|          | Jean-Michel Gustave-dit-Duflo     | UMP       | 137   | 4,45   |    |  |  |
|          | Edward Curier                     | DVG       | 111   | 3,61   |    |  |  |
|          |                                   |           |       |        |    |  |  |
| Inscrits | Inscrits                          | Inscrits  | 4 536 | 100,00 | 29 |  |  |
| Votants  | Votants                           | Votants   | 3 261 | 71,89  |    |  |  |
| Exprimés | Exprimés                          | Exprimés  | 3 076 | 94,33  |    |  |  |

*sortant

### Grand-Bourg
|          | Patrice Tirolien * | FGPS     | 1 459 | 53,44  | 23 |  |  |
|          | Guy Accipé         | DVG      | 744   | 27,25  | 4  |  |  |
|          | Claude Deffieu     | UMP      | 527   | 19,30  | 2  |  |  |
|          |                    |          |       |        |    |  |  |
| Inscrits | Inscrits           | Inscrits | 5 106 | 100,00 | 29 |  |  |
| Votants  | Votants            | Votants  | 2 962 | 57,99  |    |  |  |
| Exprimés | Exprimés           | Exprimés | 2 730 | 92,17  |    |  |  |

*sortant

### Port-Louis
| Candidats | Candidats         | Étiquette | Premier tour | Premier tour | Ballotage | Ballotage | Sièges |
| Candidats | Candidats         | Étiquette | Voix         | %            | Voix      | %         | CM     |
| --------- | ----------------- | --------- | ------------ | ------------ | --------- | --------- | ------ |
|           | Jean Barfleur *   | app UPLG  | 1 290        | 35,93        | 1 585     | 41,04     | 21     |
|           | Jean-Marie Hubert | GUSR      | 1 201        | 33,45        | 1 264     | 32,73     | 4      |
|           | Victor Arthein    | PCG       | 1 099        | 30,61        | 1 013     | 26,23     | 4      |
|           |                   |           |              |              |           |           |        |
| Inscrits  | Inscrits          | Inscrits  | 4 972        | 100,00       | 4 967     | 100,00    | 29     |
| Votants   | Votants           | Votants   | 3 733        | 75,08        | 3 960     | 79,73     |        |
| Exprimés  | Exprimés          | Exprimés  | 3 590        | 96,17        | 3 862     | 97,53     |        |

*sortant

### Anse-Bertrand
|          | Alfred Dona-Érié     | DVG-UPLG | 1 912 | 52,98  | 23 |  |  |
|          | Édouard Delta        | DVD      | 1 476 | 40,90  | 6  |  |  |
|          | Claudy Viloin-Movrel | UMP      | 221   | 6,12   | 0  |  |  |
|          |                      |          |       |        |    |  |  |
| Inscrits | Inscrits             | Inscrits | 4 920 | 100,00 | 29 |  |  |
| Votants  | Votants              | Votants  | 3 728 | 75,77  |    |  |  |
| Exprimés | Exprimés             | Exprimés | 3 609 | 96,81  |    |  |  |

*sortant

### Deshaies
| Candidats | Candidats     | Étiquette | Premier tour | Premier tour | Ballotage | Ballotage | Sièges |
| Candidats | Candidats     | Étiquette | Voix         | %            | Voix      | %         | CM     |
| --------- | ------------- | --------- | ------------ | ------------ | --------- | --------- | ------ |
|           | Jeanny Marc * | GUSR      | 1 217        | 47,10        | 1 478     | 51,55     | 21     |
|           | Max Mathiasin | FGPS      | 1 112        | 43,03        | 1 389     | 48,45     | 6      |
|           | Félix Flémin  | PCG       | 255          | 9,87         |           |           |        |
|           |               |           |              |              |           |           |        |
| Inscrits  | Inscrits      | Inscrits  | 3 629        | 100,00       | 3 631     | 100,00    | 27     |
| Votants   | Votants       | Votants   | 2 730        | 75,23        | 2 967     | 81,71     |        |
| Exprimés  | Exprimés      | Exprimés  | 2 584        | 94,65        | 2 867     | 96,63     |        |

*sortant

### Capesterre-de-Marie-Galante
|          | Marlène Miraculeux-Bourgeois * | GUSR     | 1 314 | 58,09  | 22 |  |  |
|          | Francis Croisic                | UMP      | 821   | 36,30  | 5  |  |  |
|          | Bertin Coudoux                 | DVD      | 127   | 5,61   | 0  |  |  |
|          |                                |          |       |        |    |  |  |
| Inscrits | Inscrits                       | Inscrits | 3 433 | 100,00 | 27 |  |  |
| Votants  | Votants                        | Votants  | 2 526 | 73,58  |    |  |  |
| Exprimés | Exprimés                       | Exprimés | 2 262 | 89,55  |    |  |  |

*sortant

### Saint-Louis
- Vote au scrutin majoritaire avec des listes complètes.

|          | Jacques Cornano * | FGPS     | 1 329 | 77,45  | 23 |  |  |
|          | François Navis    | GUSR     | 387   | 22,55  | 0  |  |  |
|          |                   |          |       |        |    |  |  |
| Inscrits | Inscrits          | Inscrits | 3 107 | 100,00 | 23 |  |  |
| Votants  | Votants           | Votants  | 1 854 | 59,67  |    |  |  |
| Exprimés | Exprimés          | Exprimés | 1 716 | 92,56  |    |  |  |

*sortant